# Sindangsari (Cilaku)
Sindangsari is een bestuurslaag in het regentschap Cianjur van de provincie West-Java, Indonesië. Sindangsari telt 8006 inwoners (volkstelling 2010).